# Војна академија Универзитета одбране у Београду
Војна академија је високошколска образовна и научна установа и главни је носилац образовних активности за потребе Министарства одбране и Војске Србије.
Основна намена је школовање нових и усавршавање већ постојећих кадрова за службу у Војсци Србије.
Кнез Александар Карађорђевић одобрио Пројекат устројења артиљеријске школе. Реорганизацијом артиљеријске школе 1880. године створена је Војна академија са Нижом и Вишом школом. До Другог светског рата тај датум је обележаван као празник војних школа. Данас је 18. март Дан Војне академије.

## Историја Војне академије

### Артиљеријска школа
Од стицања аутономног статуса, 1830. године, у Кнежевини Србији је било више покушаја да се оснује висока војна школа. У децембру 1837. године почела је са радом Војна академија, али је ова школа већ после шест месеци престала са радом.
Неколико година касније Илија Гарашанин, који је био задужен за Гарнизону војску, предложио је да се оснује Артиљеријска школа и на тај начин унапреди војна спрема Кнежевине Србије.
Државни Савет усвојио је тај предлог, а кнез Александар Карађорђевић га је одобрио 18. марта 1850. године. Пројекат за формирање школе израдио је Франтишек-Фрањa Зах, који је постао и њен први управник. Артиљеријска школа је прва војна високошколска установа у Србији, чије традиције данас наставља Војна академија у Београду. Сходно томе, 18. март се данас свечано обележава као Дан Војне академије.

### Војна академија
После српско-турских ратова 1876―1878. године Кнежевина Србија је на Берлинском конгресу, 1878. године, међународно призната као независна и суверена држава. Искуства из рата и увећање државне територије наметали су потребу да се Артиљеријска школа реорганизује. Министар војни, генералштабни потпуковник Јован Мишковић, одредио је комисију која је израдила Пројект Закона о устројству Војне академије. Народна скупштина је усвојила Закон о устројству Војне академије, а кнез Милан Обреновић га је потврдио 30. јануара 1880. године. Војна академија радила је непрекидно све до Балканских ратова, 1912. године. Рад Академије прекинут је и током Првог светског рата, а затим настављен између два светска рата. Избијањем Априлског рата 1941. године престала је са радом Војна академија Краљевине Југославије.
У току Другог светског рата, одлуком Врховног штаба Народноослободилачке војске и партизанских одреда Југославије, од 21. новембра 1944. године, основана је Војна академија Демократске Федеративне Југославије. Двогодишње школовање почело је фебруара 1945. године. Наређењем Генералштаба Југословенске армије од 31. јула 1945. године, Војна академија је расформирана као општевојна академија и одлучено је да питомци наставе школовање у посебним Војним училиштима по родовима. До септембра 1945. године формирана су Војна училишта, а настава у њима отпочела је новембра 1945. године. У 15 Војних училишта, распоређених на читавој територији Демократске Федеративне Југославије, школовање је трајало од 14 месеци до две године.
Традицију Војне академије наставило је Пешадијско војно училиште.
Школовање у Војној академији КоВ је, 1966. године, продужено са три на четири године. Упоредо са Војном академијом КоВ, развијале су се и остале војне академије видова, родова и служби (лоциране у Загребу, Београду, Сарајеву, Сплиту итд.). Војна академија ЈНА је постојала у периоду од 1951. до 1992. године. Седиште је било у Београду, а сарађивала је са војном академијом ЈНА из Загреба, са војном гимназијом, са ваздухопловном гимназијом и са војном школом из Мостара. Војна академија је обучавала војнике родова:пешадије и артиљерије. До избијања грађанског рата на простору бивше СФРЈ војне академије су радиле без већих промена у организацији.
После распада СФРЈ, Војна академија КоВ је преименована у Војну академију Војске Југославије која је радила у Савезној Републици Југославији.
Од 1992. године у Војној академији Војске Југославије школовани су официри родова, а у Војнотехничкој академији Војске Југославије официри служби.
Јединствена Војна академија, намењена школовању официра свих родова и служби, формирана је 2006. године.

## Основне академске студије
Садржаји студијских програма конципирани су тако да обезбеде будућим официрима потребан степен знања и вештина за успешно командовање јединицама родова – служби и експлоатацију и одржавање средстава ратне технике у оквиру мисија и задатака Војске Србије.
План основних академских студија обухвата низ обавезних и изборних предмета.
Студијски програми по својој структури имају карактер интердисциплинарних студија у пољима друштвено-хуманистичких и техничко-технолошких наука. Студијски програм Менаџмент у одбрани има тежиште на друштвено-хуманистичким наукама, а остали студијски програми на техничко-технолошким наукама. Обавезни предмети обухватају оне области које су неопходне за разумевање основних теоријских поставки и система знања на којима се заснива савремени профил професионалног официра. Прве две године школовања идентичне су за све кадете, а након тога они се опредељују за један од седам изборних подручја ― модула. Укупан број ЕСПБ које студент треба да оствари да би завршио овај степен студија је 240. Осим дипломе, кадету се издаје и Додатак дипломи који означава компетенције кадета за професионалног официра у одређеном роду и служби Војске Србије, као и за менаџера у систему одбране.
Основне академске студије реализују се кроз шест студијских програма:
1. Менаџмент у одбрани,
2. Војномашинско инжењерство,
3. Војноелектронско инжењерство,
4. Војнохемијско инжењерство,
5. Војно ваздухопловство и
6. Логистика одбране.

### Менаџмент у одбрани
Циљ овог студијског програма је усвајање академских знања и вештина и постизање компетенција неопходних за обављање почетних официрских дужности у роду ― служби нивоа командира вода у складу са мисијама и задацима Војске Србије, као и за обављање менаџерских дужности у систему одбране. Програм обухвата области које су неопходне за овладавање основним теоријским знањима из менаџмента у систему одбране, као што су предмети из области менаџмента, економских и организационих наука.
Изборна подручја-модули су:
- Пешадија,
- Оклопне јединице,
- Артиљерија,
- Инжињерија,
- Речне јединице,
- Артиљеријско-ракетне јединице за противваздухопловна дејства (АРЈ за ПВД),
- Ваздушно осматрање и јављање (ВОЈ).

Кадет стиче диплому менаџера у одбрани.

### Војномашинско инжењерство
Војномашинско инжењерство је образовање кадета Војне академије за позив официра Техничке службе и за инжењере машинства.
Реализацијом овог студијског програма, будући официри – инжењери војномашинског инжењерства биће оспособљени за решавање основних техничко-технолошких проблема на својим почетним командирским или референтским дужностима које су у вези са технологијом одржавања и складиштења средстава наоружања и војне опреме.
Изборна подручја - модули су:
- Наоружање и
- Борбена возила.

Кадет стиче диплому инжењера машинства и Додатак дипломи који означава компетенције официра Техничке службе (специјалности Наоружање или Борбена возила).

### Војноелектронско инжењерство
Војноелектронско инжењерство намењено је за образовање кадета Војне академије за позив официра службе Телекомуникација и Техничке службе и за инжењера електротехнике и рачунарства. Реализацијом овог студијског програма, будући официри Службе телекомуникација, Техничке службе и Службе информатике биће оспособљени за решавање основних техничко-технолошких проблема на својим почетним дужностима, који су у вези са експлоатацијом и одржавањем војних електронских система и средстава у својој служби и специјалности.
Изборна подручја - модули су:
- Телекомуникације,
- Радарски системи,
- Ракетни системи и системи за управљање ватром и
- Информациони системи.

Кадет стиче диплому инжењера електротехнике и рачунарства. Осим дипломе, кадету се издаје и Додатак дипломи, који означава компетенције кадета за професионалног официра за Службу телекомуникација, Техничку службу (специјалности Радарски системи и Ракетни системи и системи управљања ватром) и Службу информатике

### Војнохемијско инжењерство
Војнохемијско инжењерство је образовање кадета Војне академије за позив официра Техничке службе – специјалности Убојна средства и Атомско-биолошко-хемијске службе, као и инжењера технологије.
Будући официри – инжењери војнохемијског инжењерства, зависно од изабраног модула, биће оспособљени за решавање основних техничко-технолошких проблема на својим почетним дужностима у оквиру службе и специјалности, првенствено до нивоа вода, који су у вези са: технологијом одржавања и складиштења убојних средстава и технологијом санирања последица атомско-биолошко-хемијских акцидената у миру и рату.
Изборна подручја - модули су:
- Убојна средства и
- Атомско-биолошко-хемијска служба.

Кадет стиче диплому инжењера технологије и Додатак дипломи који означава компетенције кадета за професионалног официра за Техничку службу (специјалност – убојна средства) и службу АБХ.

### Војно ваздухопловство
Војно ваздухопловство је образовање кадета Војне академије за позив официра рода авијације – пилот авиона или пилот хеликоптера, као и за инжењера саобраћаја. Реализацијом овог студијског програма, будући официри рода авијације – пилоти авиона и пилоти хеликоптера, оспособљени су за рад на почетним дужностима пилота у авијацијском, односно хеликоптерском одељењу; затим за извршавање основних летачких задатака, као и за наставак напредне обуке на нивоу тактичких авијацијских јединица ранга авијацијске ескадриле. Поред тога, студијски програм обезбеђује неопходне компетенције за обављање дужности инжењера војног ваздухопловства.
Кадет стиче диплому инжењера саобраћаја и Додатак дипломи који означава компетенције кадета за професионалног пилота војног ваздухопловства.

### Логистика одбране
Логистика одбране је усвајање академских знања и вештина и постизање компетенција неопходних за обављање почетних дужности официра логистике у систему одбране. Обавезни предмети програма обухватају предмете из природноматематичких, друштвенохуманистичких наука, предмети из наука одбране, одређених области техничко-технолошких наука и логистике одбране. Структура програма обухвата теоријска знања потребна за успешан менаџмент у логистици одбране (основи економије, основи микроекономије, основи логистике, основи организације, основи квалитета, посебне области логистике, војни менаџмент, кризни менаџмент, основи заштите ресурса, финансијско пословање, материјално пословање, снабдевање материјалним средствима и електронско пословање).
Изборна подручја - модули су:
- Општа логистика,
- Снабдевање,
- Финансије,
- Транспорт и
- Одржавање.

Кадет стиче диплому менаџера логистике одбране и Додатак дипломи који означава компетенције кадета за професионалног официра у одређеној служби Војске Србије.

## Чинови
| Подофицирски чинови | Старији водник прве класе | Старији водник | Водник    |
| Војнички чинови     | Млађи водник              | Десетар        | Разводник |

## Локација
Седиште Војне академије је у Касарни „Генерал Јован Мишковић“ у Београду, Општина Вождовац, у насељу Бањица, улица Вељка Лукића Курјака 33. Касарна се налази у јужном делу ширег градског језгра, окружена пријатним парковима и у близини познатих београдских културних, спортских и здравствених установа. У непосредној близини је и Војномедицинска академија, затим Спортски центар Бањица, стадиони фудбалских клубова Црвена звезда и Партизан и многи други објекти. У Касарни „Генерал Јован Мишковић“ на Бањици постоји интернатски смештај за 800 полазника, савремен спортски центар (фудбалски стадион са атлетском стазом и трибинама, затворени базен, теретана, више спортских сала, терени за кошарку, мали фудбал, тенис и друге спортове), уз сву потребну пратећу инфраструктуру (ресторан, амбуланта, више угоститељских објеката).